# Pandžaši
Pandžaši (lat. Callitrichidae) su porodica malih majmuna sličnih vjevericama, koji obitavaju u Južnoj Americi (Brazil). Porodica uključuje nekoliko rodova, među kojima su marmozeti, tamarini i lavlji tamarini. Neko vrijeme ova porodica smatrala se potporodicom porodice Cebidae i nosila je naziv Callitrichinae. 

## Opis
Najmanji su čovjekoliki majmuni. Glava im je duljine 12-35 centimetara, a rep 15-44 centimetra i uvijek je znatno duži od tijela. Težina im varira između 100 i 600 grama. Krzno im je mekano i gusto, kod nekih vrsta svilenkasto. Boja varira ovisno o vrsti, od crne do smećkasto-žutih nijansi. Udovi su relativno kratki, stražnje noge su nešto dulje od prednjih. Na prstima (osim palcu) umjesto noktiju imaju pandže, po čemu su i ime dobili. One im omogućuju lakše penjanje po drvećima, ali i olakšavaju potragu za hranom. Glava im je okrugla, a nos je relativno kratak. Imaju ukupno 32 zuba. Za razliku od svih ostalih majmuna Novog svijeta, nema 3, nego 2 kutnjaka.  

## Ishrana
Svejedi su, jedu kukce, voće, biljni sok i smolu s drveća. imaju specijalizirane zube, kojima mogu glodati rupe u korama drvećam, a tako dobivaju sok iz drveća. U vrijeme kada nema baš previše voća, ovo predstavlja važan dio prehrane. Povremeno, vrlo rijetko, jedu i male beskralježnjake, te ptičja jaja. 

## Ponašanje
Sve vrste su aktivne danju, noću spavaju u šupljinama stabala ili u bujnoj vegetaciji. Drvne su životinje i mogu se dobro kretati svi četirima nogama. Također, zahvaljujući svojim tankim nožicama mogu i vrlo dobro skakati i penjati se po drvećima. Pokreti su im inače jako brzi i okretni. Komuniciraju različitim zvukovima (među kojima su i oni kojima se upozorava na grabežljivce u blizini), izrazima lica i držanjem tijela. 

## Razmnožavanje
Žive u malim, teritorijalnim grupama s 2-15 životinja. Skupina se sastoji od jedne ili više ženki i od jednog ili više mužjaka, skupa se pare, a samo jedna ženka u skupini je reproduktivno aktivna. Ženka se pari s više mužjaka, a svaki od njih snosi svoj dio odgovornosti oko odgajanja potomaka. Među proučavanim jedinkama, blizanci čine 80% rođenih potomaka.